# Crisógono
Crisógono (em italiano:  Crisogono; em latim: Chrysogonus) é um mártir cristão e santo.

## Vida e obras

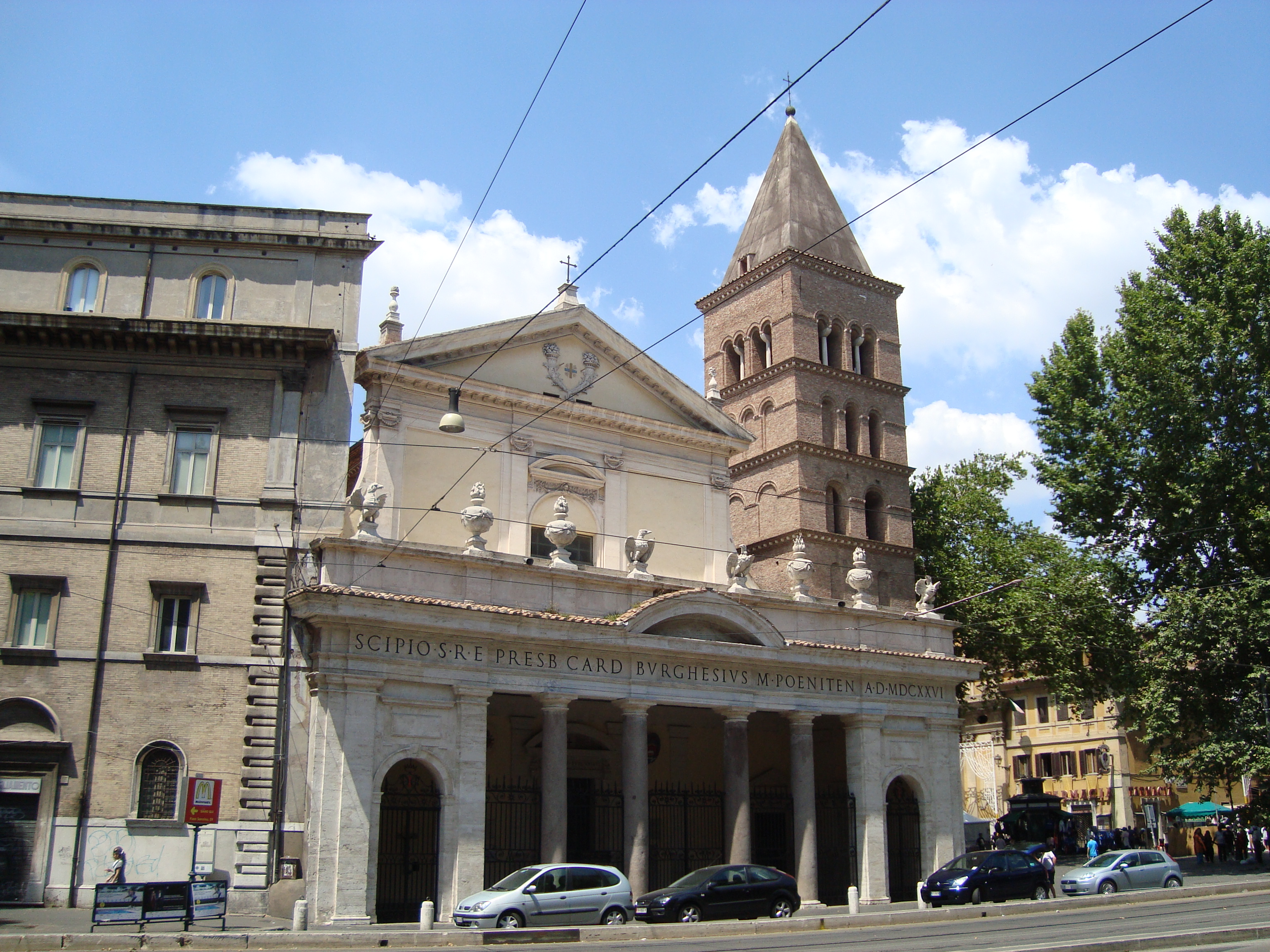
Basílica dedicada à São Crisógono em Trastevere, Roma

Crisógono foi martirizado em Aquileia, provavelmente durante a perseguição de Diocleciano, foi enterrado lá e passou a ser publicamente venerado pelos fiéis da região. Seu nome está inscrito no Martyrologium Hieronymianum em dois dias distintos, 31 de maio e 24 de novembro, com uma nota topográfica "em Aquileia".
Desde o princípio, a devoção a este mártir de Aquileia foi transferida para Roma, onde há uma igreja dedicada em seu nome em Trastevere. Esta igreja ("Titulus Chrysogoni") foi mencionada pela primeira vez nos atos do Concílio de Roma de 499, mas provavelmente data do século IV. É possível que o fundador da igreja tenha sido um tal Chrysogonus e que, por conta da similaridade entre os nomes, a igreja rapidamente tenha se tornado o centro da devoção do mártir de Aquileia. De forma similar, a veneração de Anastácia de Sirmio fora transplantada para Roma. É também possível, porém, que, desde o início, por alguma razão desconhecida, a igreja tenha sido consagrada em nome de São Crisógono e tenha sido batizada em sua homenagem de fato.
Por volta do século VI surgiu a lenda do mártir que fez dele um romano e o ligou à história de Santa Anastácia, uma maneira de evidencia a veneração de Crisógono na igreja romana que leva seu nome. De acordo com esta lenda, Crisógono, inicialmente um funcionário do vigário da cidade (vicarius Urbis), era um professor cristão de Anastácia, a filha do nobre romano Pretextato. Atirado na prisão durante a perseguição de Diocleciano, ele confortou a aflita Anastácia com suas cartas. Por ordem de Diocleciano, Crisógono foi arrastado à presença do imperador em Aquileia, condenado à morte e decapitado. Seu cadáver, atirado ao mar, apareceu numa praia e foi enterrado pelo já idoso sacerdote Zoilo, que também é o santo padroeiro de Zadar. Na lenda, a morte do santo teria ocorrido em 23 de novembro. A Igreja Católica comemora o santo no dia 24 de novembro, o aniversário da dedicação da igreja que leva seu nome. A Igreja Ortodoxa, no dia 22 de dezembro, juntamente com a sua filha espiritual, Santa Anastácia.